# Fontaine d’Eau Chaude

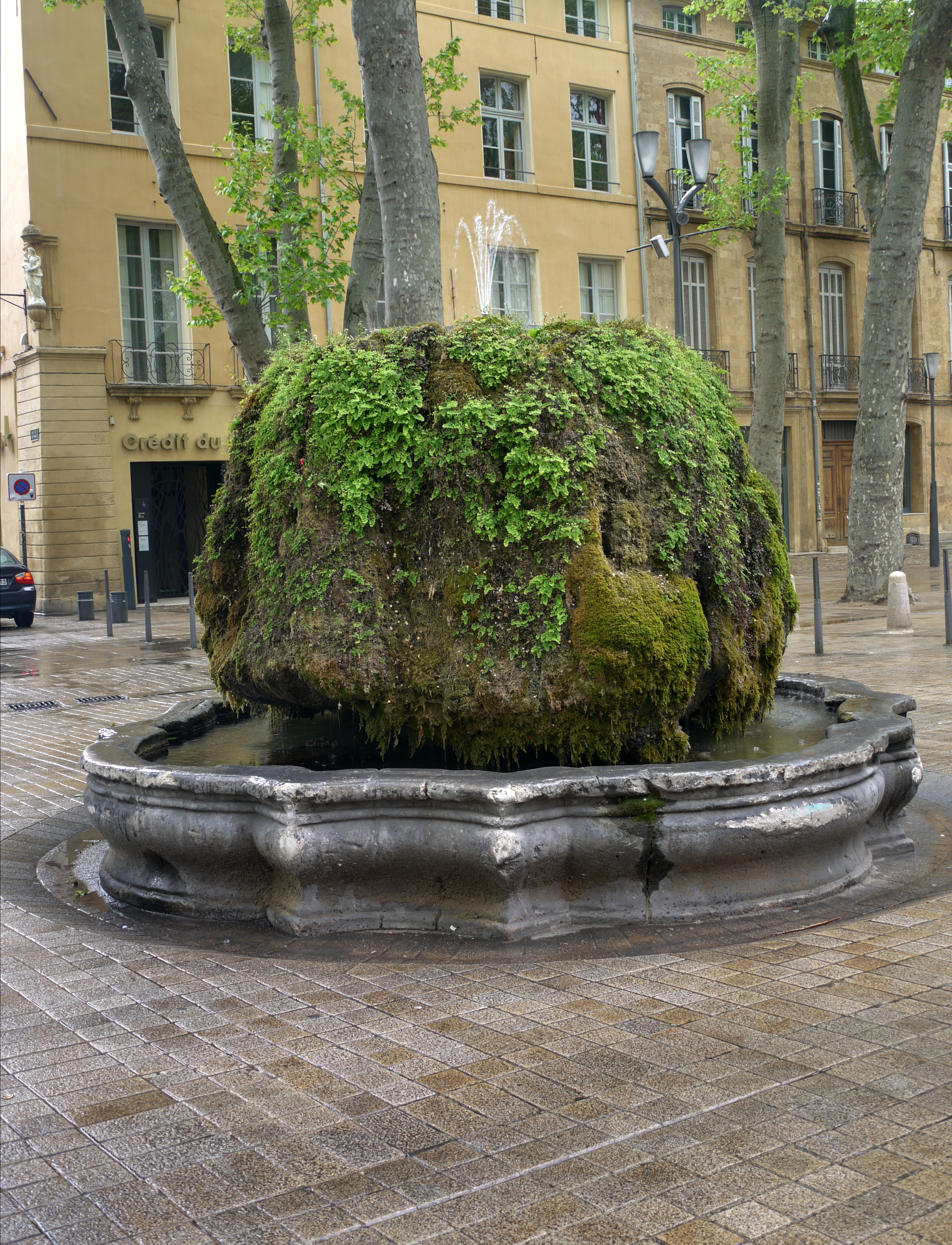
Fontaine d’Eau Chaude in Aix-en-Provence

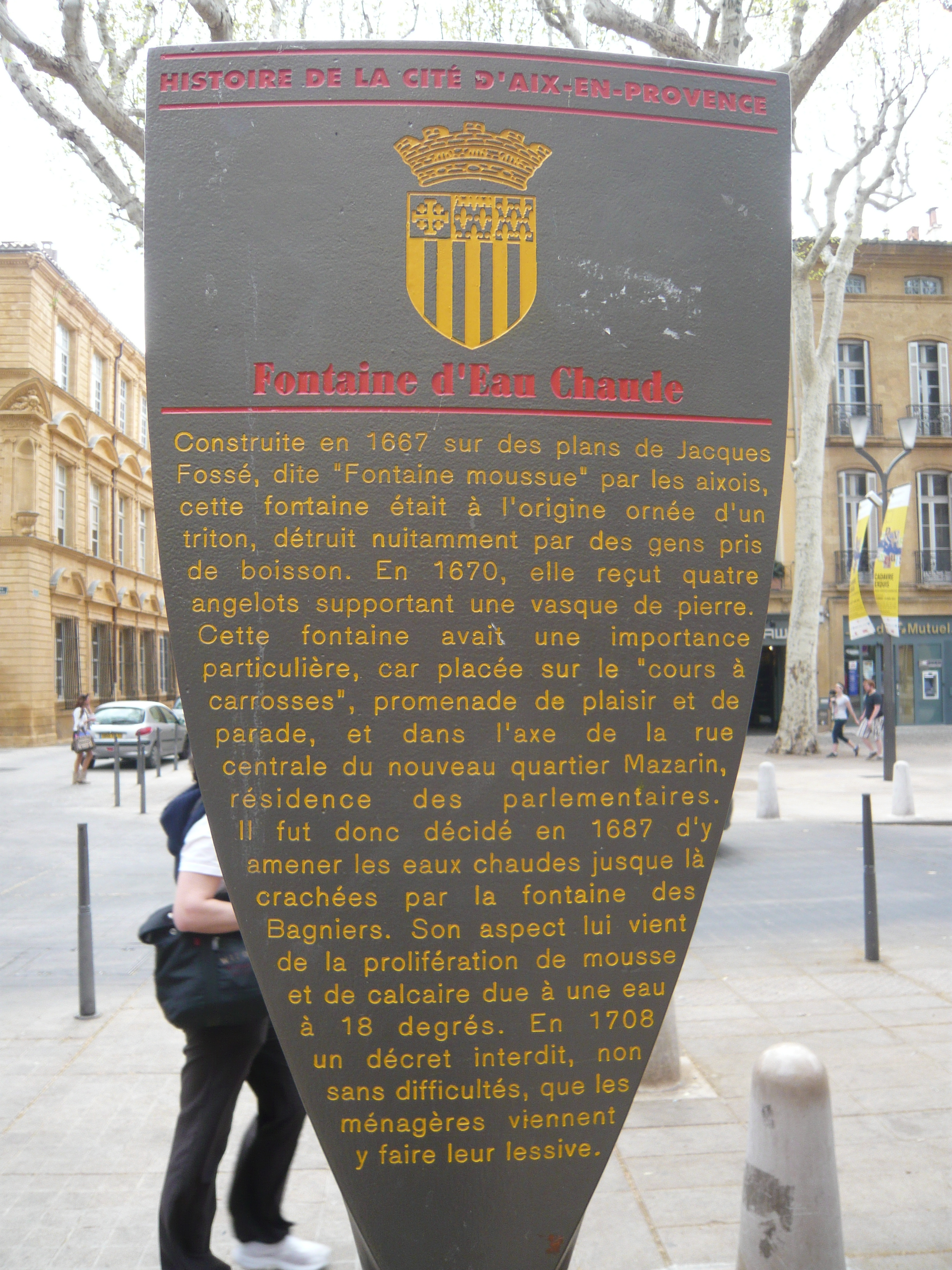
Erklärungstafel zur Geschichte des Brunnens

Die Fontaine d’Eau Chaude (Warmwasserbrunnen), volkstümlich meist Fontaine Moussue (Bemooster Brunnen) genannt, ist ein Brunnen, der sich im Ostteil des Cours Mirabeau in der südfranzösischen Stadt Aix-en-Provence befindet. Er wird von einer Thermalquelle gespeist, weshalb sein Wasser, unabhängig von der Jahreszeit, stets eine Temperatur von 18 °C aufweist.

## Geschichte
Der Brunnen wurde 1667 von dem Architekten Jacques Fossé gestaltet. Ursprünglich wurde er mit einer Triton-Skulptur verziert, die jedoch bald von alkoholisierten Personen zerstört wurde. 1670 wurde eine Konstruktion mit den Skulpturen von vier Engeln, die ein steinernes Becken trugen angefertigt. Auch diese Ausführung konnte nicht erhalten werden. Es blieb schließlich nur ein würfelähnlicher Steinblock übrig. Da der Brunnen mit dem heißen Wasser einer Thermalquelle gespeist wurde, schöpften Hausfrauen gerne warmes Wasser als Reinigungs- und Waschmittel aus dem Becken. Waschen der Wäsche im Brunnen war jedoch nicht gestattet. Dazu wurde 1708 extra ein Verbotsdekret erlassen. Die Quelle ist auch nicht als Trinkwasser geeignet.

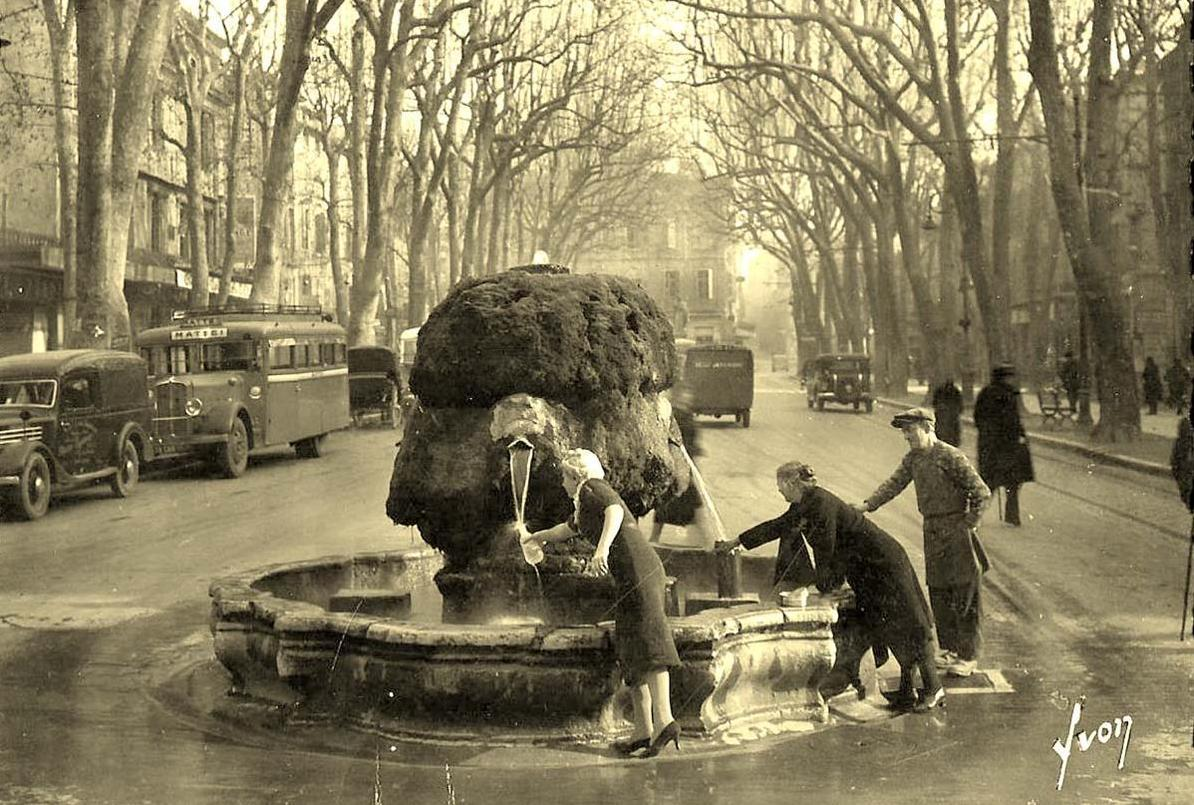
Der Brunnen zwischen 1900 und 1910 im Winter
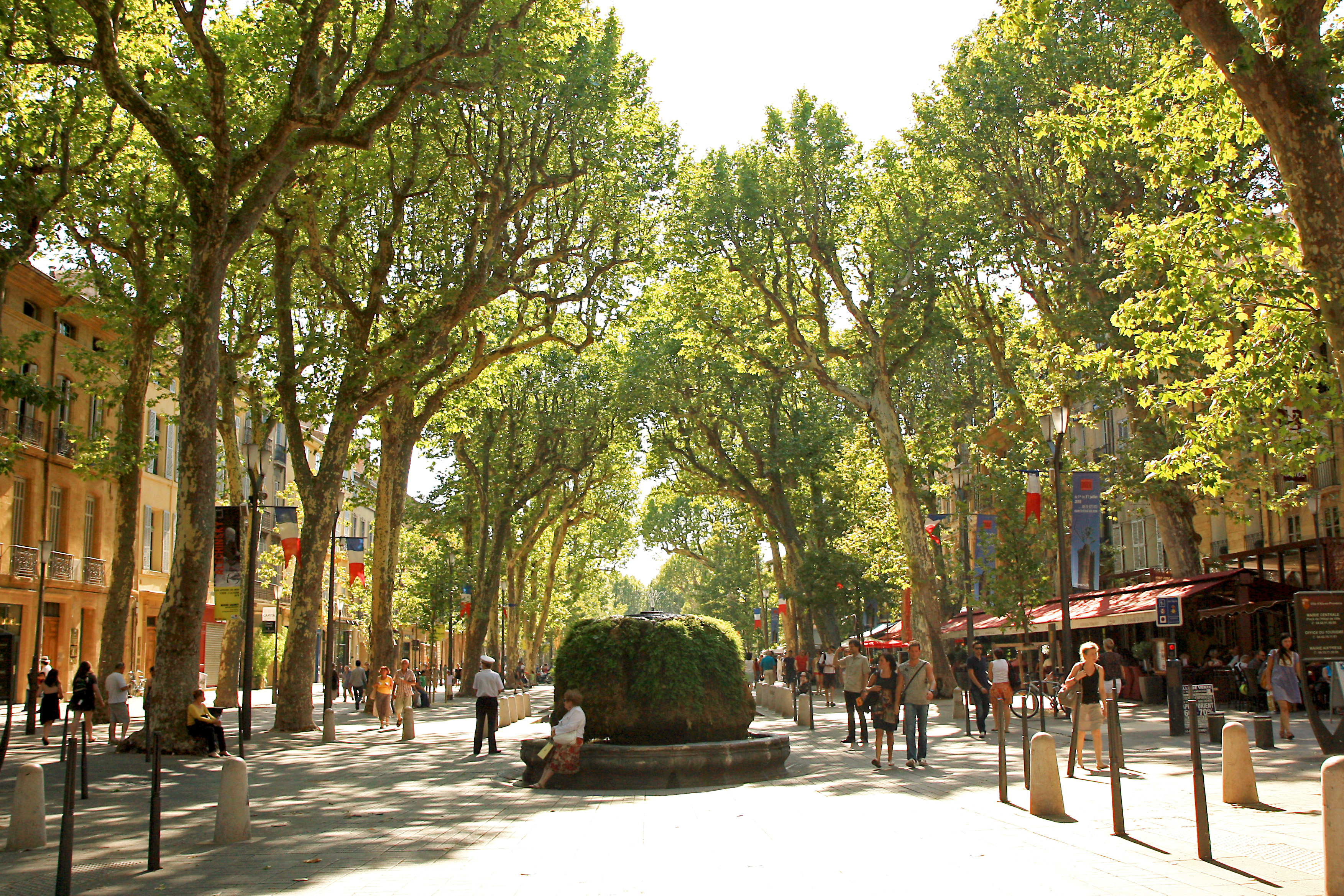
Der Brunnen 2010 im Sommer

## Beschreibung
Der Brunnen ist mit einer gewellten steinernen Einfassung umgeben. Der Block in der Mitte ist aufgrund der konstant warmen Wassertemperatur von 18 °C ständig mit Moosen, Farnen und Algen überwuchert und zeigt das ganze Jahr hindurch frisches Grün. Das Wasser tritt aus einer Düse am Kopf als kleine Fontäne aus und rinnt über den Block in das Becken. Im Winter ist der Brunnen oft von Nebel umhüllt. Eine neben dem Brunnen angebrachte Tafel informiert über die Geschichte des Brunnens.